# Saint-Yrieix-sur-Charente
 Saint-Yrieix-sur-Charente  es una población y comuna francesa, en la región de Poitou-Charentes, departamento de Charente, en el distrito de Angoulême y cantón de Le Gond-Pontouvre.

## Demografía
| 3078 | 3531 | 4035 | 5317 | 6436 | 6373 |
| Para los censos de 1962 a 1999 la población legal corresponde a la población sin duplicidades (Fuente: INSEE [Consultar]) |      |      |      |      |      |

## Personas viculadas
- Georges Hyvernaud, escritor.

## Hermanamientos
- Będzino ( Polonia)